# Monster Movie
Monster Movie  es el primer álbum de estudio y álbum debut de la banda alemana vanguardista de rock: Can, Lanzado durante el periodo en que Alemania estaba dividida en Alemania Occidental y la República Democrática Alemana.
El álbum inicialmente fue lanzado por la discográfica estadounidense: United Artists Records, pero que ha pasado por muchas reediciones a través de los años por varias discográficas como: Music Factory, Liberty Records, Calluloid, Spoon, Mute Records, SomeWax Recordings, P-Vine Records y Traffic.
La portada del álbum es una representación de Galactus que fue una representación original del dibujante estadounidense: Jack Kirby, que fue igual pintado por el dibujante italiano-estadounidense: Vince Colletta de una edición llamada "Marvel's Thor" No. 134, Página 3 que fue lanzado en 1966
Es considerado como el álbum menos conocido de Can y considerado en la actualidad como material de culto.

## Sonido
El sonido del álbum se cataloga krautrock, protopunk, rock psicodélco, rock experimental con algunos elementos del art rock y del noise rock.

## Lista de canciones
Todas las canciones escritas y compuestas por Can. 
| Monster Movie |                          |          |  |
| N.º           | Título                   | Duración |  |
| 1.            | «Father Cannot Yell»     | 07:06    |  |
| 2.            | «Mary, Mary So Contrary» | 06:21    |  |
| 3.            | «Outside My Door»        | 04:11    |  |
| 4.            | «Yoo Doo Right»          | 20:27    |  |
| 38:05         |                          |          |  |

## Personal
Todos los miembros del grupo hicieron composición de las letras y la composición musical de los sencillos, La producción estuvo bajo cargo del propio grupo.
- Malcolm Mooney - vocal, armónica
- Michael Karoli - guitarra
- Holger Czukay - bajo
- Irmin Schmidt - teclados
- Jaki Liebezeit - batería